# The Fallen
Pour plus de détails, voir Fiche technique et Distribution.
The Fallen titre en français Morts au combat est un film de guerre italo-germano-américain sorti en 2004, réalisé par Ari Taub (en).

## Synopsis
Des soldats américains peu disciplinés sont chargés d'apporter des munitions sur la ligne de front. Leur jeep tombe en panne. Ils réquisitionnent la brouette de réfugiés et continuent à pied. Les réfugiés, eux, réussissent à faire redémarrer la jeep et en font usage.
Les Américains trouvent refuge pour la nuit dans une ferme. La majorité d'entre eux sont d'origine italienne. Un homme qui se dit d'origine écossaise s'abrite avec eux. Il s'agit en fait d'un espion allemand, qui transmet leur position à l'officier allemand, lequel a quelques problèmes de communication.
Pendant ce temps, les troupes italiennes, maltraitées par les Allemands, râlent à cause des rations qui leur sont attribuées. Les Allemands, qui les méprisent, leur confient la confrontation avec les partisans italiens, plutôt que la bataille avec les Américains, qu'ils se réservent. Quand les deux partis Italiens se rencontrent, leur bagarre n'est pas nette : certains se rallient dans un sens et d'autres dans l'autre.
Les troupes italiennes résistent à un attaque américaine, jusqu'à l'arrivée d'un char, occasion de la mort de leur chef. Quand les Américains rejoignent enfin la ligne de front, les Allemands sont désavantagés par leurs communications régulièrement coupées par les partisans.
Les Allemands reçoivent l'ordre de faire retraite, sauf leur officier, un sergent et un soldat blessé qui tiennent un nid de mitrailleuse pour les couvrir. Ils vont s'y sacrifier en tâchant de retarder les Américains le plus possible.

## Fiche technique
- Titre : The Fallen (Morts au combat)
- Titre original : The Fallen
- Réalisation : Ari Taub (en)
- Scénario : Nick Day (en), Caio Ribeiro
- Genre : film de guerre
- Musique : Sergei Dreznin
- Production : Curtis Mattikow pour Brooklyn Independent Studios
- Photographie : Claudia Amber, Caio Ribeiro
- Montage : Ari Taub
- Durée : 112 minutes
- Pays de production :   Italie -  Allemagne -  États-Unis
- Langues originales : anglais, allemand, italien
- Dates de sortie :
  - États-Unis : 10 octobre 2004
  - Royaume-Uni : 30 juillet 2007
- Budget : 600 000 US$
- Recette : 1 000 000 US$

## Distribution
- Daniel Asher : Lieutenant Watts
- C. J. Barkus : Private Pulver
- Mathew Black : Sergent Hoakes
- Justin Brett : Kinross
- Frank Licari : Pepino
- Christopher R Swanson : infirmier allemand
- Brian Bancale : conducteur du blindé américain
- Maurizio Benazzo : réfugié italien
- Ida Bernardini : réfugiée italienne
- Gianluca Bianco : Toro
- Paul Bomba : soldat italien
- Davide Borella : Pietro
- Kenny Bowton
- Bob Brown : Colonel Bowen
- Hans-Dieter Brückner : Cook
- Achim Buchner : Franz
- Ed Byrnes
- Michael Castignetti : soldat italien
- Rick Cavallaro : mitrailleur du halftrack

## Récompenses
- Meilleur long métrage pour l'Audience Award du Festival international du cinéma de Big Bear Lake (en) en 2004, en faveur d'Ari Taub[1]
- Meilleur scénario au Festival du film de Breckenridge en 2004 en faveur de Nick Day et Caio Ribeiro[1]
- Meilleur réalisateur et Prix du public au Festival du film de Milan (en) en 2005, tous deux en faveur d'Ari Taub.

## Critiques
Noté 62/100 sur Metacritic.com.
Le film dépeint la confusion des deux côtés de l'Italie à la fin de la guerre. Partisans et troupes régulières italiens sont tous inefficaces dans le terrain difficile des montagnes. 